# Магас (аэропорт)
Международный аэропорт Магас имени первого героя России Суламбека Сусаркуловича Осканова (ингуш. Магаса Аэропорт) — гражданский аэропорт федерального значения столицы Ингушетии — города Магас, единственный гражданский аэропорт республики. Территориально расположен на границе городского округа города Сунжа и Сунженского района Ингушетии (сельского поселения Троицкое), между городом Сунжа и станицей Троицкая.

## Основная информация

### Расположение
Аэропорт Магас расположен в долине реки Сунжи, в 30 км к северо-востоку от столицы республики Магаса и города Назрани, на западной окраине города Сунжи и в двух километрах юго-западнее железнодорожной станции Слепцовская. При этом аэропорт Беслан находится в 22 км (по автодорогам) от Назрани и Магаса.

### Принимаемые типыВС
Аэропорт Магас способен принимать все типы воздушных судов вплоть до Boeing 737-800 и Ил-76, которые размещаются на четырёх стояночных местах, а также вертолёты всех типов.
Классификационное число ВПП (PCN) 39/R/B/W/T.

### Пропускная способность
Пропускная способность аэропорта — пять воздушных судов в час.
Возможное количество обслуживаемых пассажиров: 150 человек в час. Возможный объём переработки грузов: 100 тонн в час.
Аэропорт имеет возможность обеспечивать внутрироссийские и международные пассажирские и грузовые рейсы, с соблюдением всех действующих российских и международных норм и стандартов.
В перспективе существует возможность создания на базе аэропорта «Магас» крупного авиатранспортного узла (хаба), способного конкурировать в сфере обеспечения международных транзитных пассажиро- и грузопотоков.

### Наземные службы
- пассажирский терминал со всеми необходимыми помещениями и оборудованием для пограничного, иммиграционного, таможенного, ветеринарного и санитарно-карантинного контроля, предусмотренного для пункта пропуска через государственную границу Российской Федерации
- VIP-зал (зал для официальных лиц и делегаций)
- перрон и четыре места стоянок (МС) самолётов и вертолётов
- рулёжные дорожки (РД) связывающие ИВПП с перроном и местами стоянок самолётов и вертолётов
- современное радиотехническое и светосигнальное оборудование
- гараж и стоянка для специализированного автотранспорта
- командно-диспетчерский пункт (КДП)
- аварийно-спасательная станция[2]
- склад ГСМ
- грузовой склад
- искусственная взлётно-посадочная полоса (ИВПП) № 1 с цементобетонным покрытием класса «Б»[3] размером 3000 х 46 метров, расположенная в направлении запад-восток с МК 90-270

## Пункты назначения
| Авиакомпания | Пункт назначения     | Частота выполнения | Номер рейса     | Тип воздушного судна |
| ------------ | -------------------- | ------------------ | --------------- | -------------------- |
| ЮТэйр        | Москва (Внуково)     | Ежедневно          | UT-549 UT-550   | Boeing 737-800       |
| Победа       | Москва (Внуково)     | Ежедневно          | DP-173 DP-174   | Boeing 737-800       |
| Аэрофлот     | Москва (Шереметьево) | Ежедневно          | SU-1078 SU-1079 | Airbus 320           |

## Наземный транспорт
Несмотря на большую удалённость (30 км) от столицы республики Магас и крупнейшего города республики Назрань, а также несмотря на близость города Сунжа (более 64 тыс. жителей), регулярного пассажирского сообщения аэропорта с перечисленными населёнными пунктами не существует. Ближайшая к аэропорту (2 км) железнодорожная станция Слепцовская не функционирует. Сообщение с аэропортом осуществляется с помощью такси и водителей-частников.

## История
4 июня 1992 года Законом РСФСР была образована Ингушская Республика. В связи с тяжёлой транспортной ситуацией и изолированностью от внешнего мира, в которой оказалась вновь образовавшаяся республика, появилась необходимость в создании и налаживании воздушных сообщений. Было принято решение в кратчайшие сроки создать собственный аэропорт на базе бывшего филиала Армавирского военного лётного училища.
28 ноября 1992 года Распоряжением Правительства Российской Федерации № 2185-Р было юридически закреплено создание в Республике Ингушетия аэропорта «Ингушетия». Аэропорт Ингушетия был построен с необходимыми для его функционирования зданиями, оборудованием и спецавтотранспортом. За короткий срок были подготовлены грамотные специалисты для всех служб аэропорта и проведена их аттестация.
25 января 1993 года в аэропорту Ингушетия произведена первая посадка самолётом Як-40. Таким образом, со дня принятия решения об образовании в республике своего аэропорта и до посадки первого воздушного судна прошло всего чуть более месяца.
В 1995 году распоряжением Президента Республики Ингушетия Р. С. Аушева было принято решение о строительстве нового аэропорта.
21 сентября 1999 года Распоряжением Правительства Республики Ингушетия № 353-р аэропорт «Ингушетия» был переименован в аэропорт «Магас». К 2000 году строительство нового комплекса аэропорта Ингушетии было завершено.
23 марта 2007 года ФГУП «Аэропорт Ингушетия» также приобрёл статус ОАО «Аэропорт Магас». Таким образом аэропорт окончательно закреплён за столицей Республики Ингушетия — городом Магас.
В мае 2008 года впервые Республика Ингушетия приобрела для Аэропорта Магас собственный Ту-134.
27 декабря 2011 года, впервые в истории Республики Ингушетия, авиалайнер марки «Боинг», одной из ведущих авиакомпаний России «ЮТэйр», совершил посадку на взлётно-посадочную полосу аэропорта Магас со 116 пассажирами на борту.
7 февраля 2012 года в целях увековечения памяти первого Героя Российской Федерации, заслуженного военного лётчика СССР, кандидата военных наук, генерал-майора авиации Суламбека Сусаркуловича Осканова, Указом Главы Республики Ингушетия Ю. Б. Евкурова № 15 ОАО «Аэропорт Магас» дано наименование ОАО «Аэропорт Магас им. С. С. Осканова».
На привокзальной площади аэропорта на пьедестале установлен самолёт-истребитель ВВС России МиГ-29, на таком же, Суламбек Осканов выполнил свой последний полёт и ценой своей жизни, отвёл падающий истребитель от населённого пункта, чем спас жизни многих мирных жителей.
В сентябре 2012 года Директором ОАО «Аэропорт Магас имени генерала С. С. Осканова» был избран Евлоев Ваха Заамович.
В феврале 2013 года в аэропорту начались подготовительные работы по строительству международного терминала.

## Показатели деятельности
| год             | 2014  | 2015  | 2016  | 2017  | 2018  | 2019  |
| тыс. пассажиров | 93,00 | 117,2 | 205,8 | 231,6 | 270,1 | 333,7 |
| Источники:      |       |       |       |       |       |       |